# Ivica Vastić
Ivica Vastić (Split, 1969. szeptember 29. –) korábbi osztrák válogatott labdarúgó, edző.

## Pályafutása

### Kezdetek
Splitben született, pályafutását a helyi klubban, a Jugovinilban kezdte. 1989-ben leszerződtette az RNK Split. 1991-ben elköltözött Ausztriába és csatlakozott a First Vienna FC csapatához. Ezután Ausztriában játszott még a VSE St. Pöltenben és a Admira Wacker Mödlingben és tett egy kis kitérőt Németországba is. Az MSV Duisburg csapatában 10 meccs alatt egy gólt szerzett.

#### Sturm Graz
Legjelentősebb klubja, ahol 1994 és 2002 között játszott. A csapattal kétszer megnyerte a bajnokságot, és háromszor a kupát is. Szintén a klubbal bejutott az UEFA-kupába az 1998-99-es és az 1999–2000-es szezonban.

#### Kis kitérő és a Linz
Egy évre leszerződött egy japán csapathoz, a Nagoya Grampus Eighthez. Miután visszatért Ausztriába, két szezont töltött az Austria Vienna csapatánál. 2005 nyarán leszerződteti az LASK Linz, a jelenlegi klubja. Egy csodát hajtott végre az LASK történetében: 2005 és 2007 között 62 meccsen, 42 gólt rúgott, amivel az Erste liga legeredményesebb játékosa lett. Sokat számított munkája amikor a csapat megnyerte az Erste ligát, amiért a csapat feljutott a Bundesligába. A 2007/2008-as szezont a 6-dik helyen fejezték be. Vastić 32 meccsen 13 gólt lőtt. Eredményével a csapat gólkirálya lett.

### Nemzetközi pályafutása
Vastić 1996-ban játszott először a válogatott színeiben. 2005 végéig 46 meccsen 12 gólt szerzett. 2005-től visszavonult a válogatottságtól. Mindenkit meglepett, amikor 2008-ban kiválasztották az osztrák Eb-keretbe. A június 12-ei meccsen gólt szerzett, ezzel ő lett a valaha élt legöregebb gólszerző az Európa-bajnokságok történetében.

#### 1998-as labdarúgó-világbajnokság
Vastić első megjelenése Ausztriával világversenyen az 1998-as labdarúgó-világbajnokságon volt. Játszott a csapat összes csoportmeccsén, a másodikon Chile ellen egy gólt is szerzett. Az osztrákok hiába küzdöttek, két döntetlennel és egy vereséggel kiestek a csoportkörben.

## Edzői karrier
Az aktív labdarúgó pályafutást edzőire cserélte, hiszen 2009. június 16-tól vezetőedzője lett az kelet-osztrák területi ligában szereplő FC Waidhofen/Ybbs csapatának. A klub együttműködött Vastić korábbi klubjával aLASK Linzel. Jól kezdődött edzői pályája, hiszen a területi ligát megnyerte csapatával a 2009-10-es évadban. A sikerek ellenére váltott és 2010 nyarán a FK Austria Wien utánpótlás csapatához szerződött.

## Elismerések
1995-ben, 1998-ban, 1999-ben és 2007-ben Vastić elnyerte az Év Osztrák Futballistája címet. Még a Sturm Grazos évei alatt kétszer lett az Osztrák Liga gólkirálya.

## Külső hivatkozás
- Profil(németül)